# 海港區 (舊金山)
海港區（英語：Marina District）是位於美國加利福尼亞州舊金山的一個街區，是當時為慶祝在1906年舊金山大地震後重生的舊金山市，所舉辦的1915年巴拿馬太平洋萬國博覽會坐落的位置。除了藝術宮外，其餘的建築皆已被拆除，以建立現今的街區。

## 位置
海港區以凡尼斯大道和梅森堡為東界；里昂街（Lyon Street）與舊金山要塞為西界；南邊以倫巴底街與牛洞區為界。北半部為舊金山灣的海岸線，並有著一座毗鄰市鎮碼頭的馬瑞納格林公園，海港區的名字也是從之而來。
海港區大部分是由填海而成的，因此在強震後容易受到土壤液化。因為這個現象，在1989年洛馬普列塔地震後整個街區受到了大規模的損壞。

## 歷史

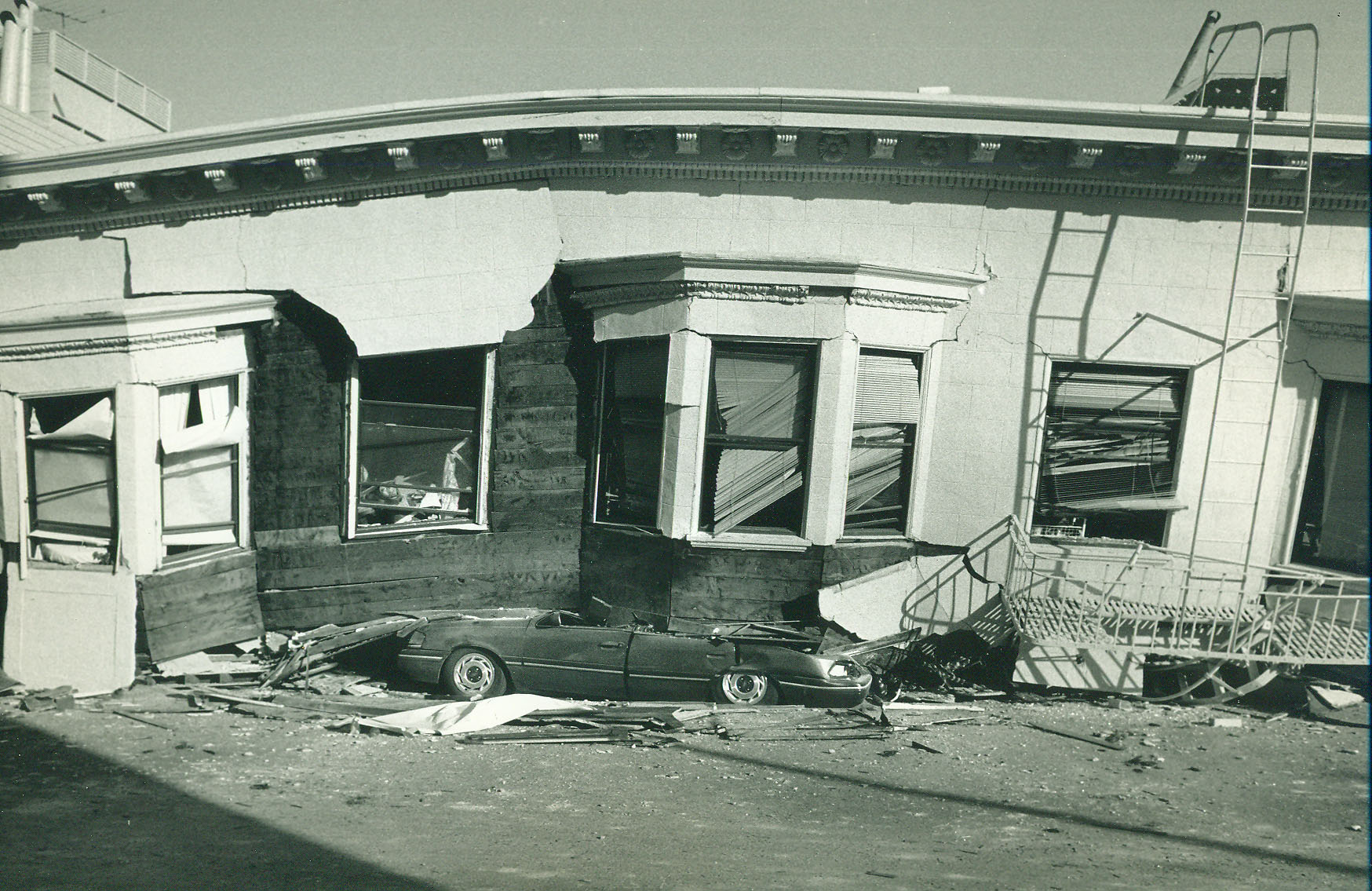
1989年10月17日，一輛轎車被公寓壓垮

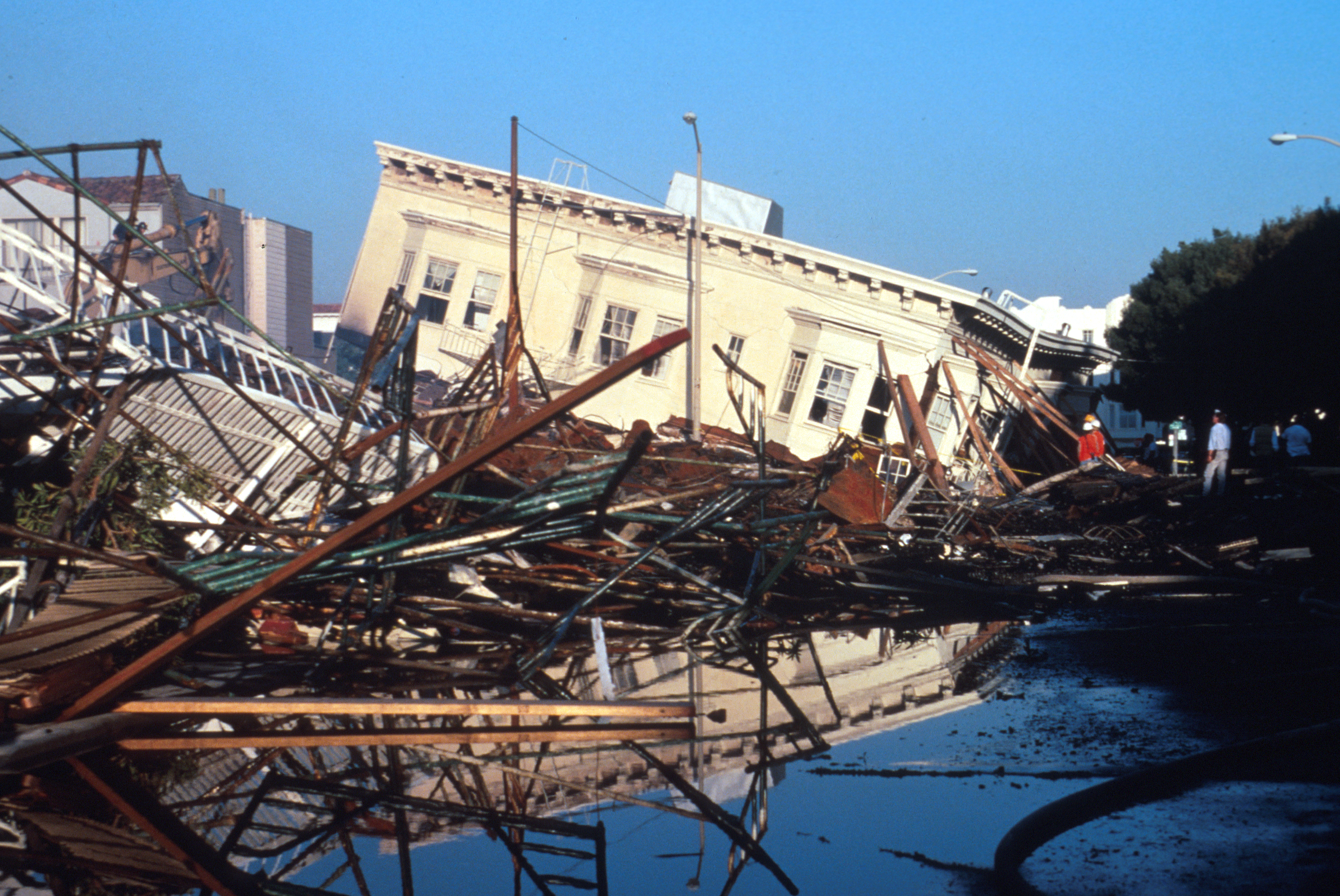
1989年洛馬普列塔地震對海港區造成嚴重的損害

海港區從19世紀到1906年舊金山大地震以前，類似鄰近的克里西菲爾德公園，是由海灣淺灘、潮汐池、沙丘和沼澤地組成。19世紀中後期開始有人於此定居、發展。大部分的沙丘被夷為平地，從現今的拉古納街（Laguna Street）有著碼頭和一堆工廠，一直延伸到施泰納街（Steiner Street）。這些全在1906年的大地震中被摧毀。
在1906年舊金山大地震後的重建期間，海港區被指定為巴拿馬太平洋萬國博覽會的舉辦地。雖然填海的一部份來自於地震後的瓦礫，但大多數還是取自疏浚泥與灣底的沙子。在1915年的博覽會後，土地被賣給了私人開發商，他們拆除了幾乎所有展覽會中的景點，並且開發為住宅區。1920年代，完成了最主要的重建工程。在1930年代，完成了鄰近的金門大橋，以及加寬倫巴底街（現為101号美国国道），很快地便發展出一帶路邊的汽車旅館。
1989年洛馬普列塔地震造成嚴重的土壤液化，還有包括小火災旋風等的災害。水管破裂，使得消防員直接從海灣抽水。海港區很快地便重建完成。在1920年代重建後，街區看起來與以往並沒有太大的差別。

## 景點
海港區最著名的景點是藝術宮，著名的實做科學博物館與兒童教育中心的探索博物館，在2013年遷址前便曾設址於藝術宮。藝術宮是1915年世界博覽會中，唯一現在仍位於原址的建築。藝術宮周圍的區域非常受到旅客與當地居民的喜愛，同時也常有新婚夫妻來到這拍攝婚紗照及舉辦婚禮。
這個地區也因它的人口統計學而著名，自1980年起，便從大多數的中產階級家庭和領養老金者，轉移為二、三十歲的專業人士。現在這些人口占了當地人口組成的一半以上，而少數且富裕的老年人口依然存在。

## 政府與公共設施
舊金山警察局北部分局為海港區服務。

## 外部連結
- （英文）The Chronicle's standing article about the Marina （页面存档备份，存于）
- （英文）. San Francisco Bay Guardian.   [2014-05-06]. （原始内容存档于2015-09-24）.
- （英文）. SF Weekly.   [2014-05-06]. （原始内容存档于2013-07-27）.
- （英文）Google maps
- （英文）A San Francisco Saturday in the Marina

37°48′11″N 122°26′10″W / 37.803°N 122.436°W